# Stellingwerven
Die Stellingwerven sind eine Region im Südostzipfel der Provinz Friesland in den Niederlanden, in der traditionell nicht Westfriesisch, sondern Stellingwerfs gesprochen wird, eine Dialektform des Nedersaksisch (zum Niedersächsischen gehörend).